# Race (United States Census)

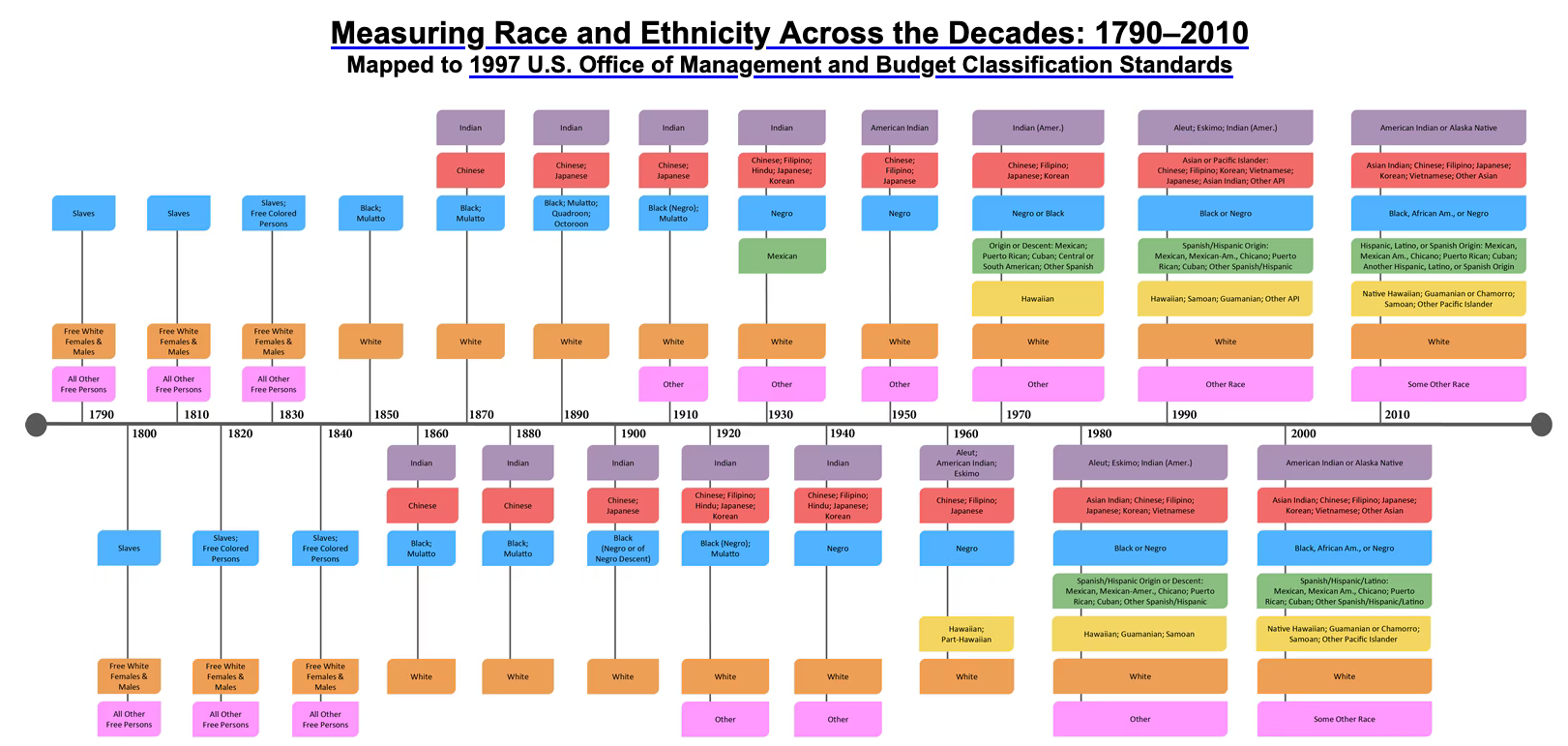
Erfassung von Rasse und Ethnie von 1790 bis 2010

Die Einteilungen von Rasse und Ethnie beim United States Census sind Definitionen, die durch das United States Census Bureau und das Office of Management and Budget (OMB) der Bundesregierung der Vereinigten Staaten festgelegt wurden. Es handelt sich dabei um eine Kategorisierung, nach der sich die Einwohner der Vereinigten Staaten beim Ausfüllen der Fragebögen zur Volkszählung selbst einteilen. 
Sie wählen dabei eine oder mehrere der „Rassen“ aus, mit der sie sich am ehesten identifizieren. Außerdem müssen sie angeben, ob sie ihrer Herkunft nach Hispano beziehungsweise Latino sind oder nicht. Die Kategorisierung der „Rasse“ entspricht dabei dieser Selbstauskunft, repräsentiert aber auch die allgemeine „soziale Definition der ‚Rassen‘, die in [den Vereinigten Staaten] … anerkannt sind“.

## Definition
Das Office of Management and Budget definiert das Konzept, das im Zensus festgelegt ist, nicht als „wissenschaftlich oder anthropologisch“ definierte Menschenrassen, sondern berücksichtigt „sowohl soziale und kulturelle Eigenschaften als auch die Herkunft“, wobei „angemessene wissenschaftliche Methodiken“ berücksichtigt werden, aber nicht im „primär biologischen oder genetischen Bezug“. „Rasse“ und Ethnie werden als eigenständige und unterschiedliche Eigenschaften angesehen, und nach hispanischer Herkunft wird gesondert gefragt. Demzufolge werden alle Bewohner in eine von zwei Ethnien eingeordnet: Hispano-oder-Latino und Nicht-Hispano-oder-Latino.

## Entwicklung
Bereits bei der ersten Volkszählung 1790 erfolgte die Unterscheidung, ob jemand eine „weiße“ Hautfarbe hat oder nicht. Bis einschließlich 1840 wurde noch abgefragt, ob jemand zur Gruppe der Sklaven gehörte. 
Der 7. Census im Jahr 1850 enthielt drei Kategorien, die wie folgt abgefragt wurden:
- weiß
- schwarz
- Mulatte

Beim 10. Census im Jahr 1880 war die Zahl der Wahlmöglichkeiten größer:
- weiß
- schwarz
- Mulatte
- chinesisch
- indianisch

Bis 1960 wurden Menschen von Regierungsangestellten einer „Rasse“ zugeordnet, ab 1970 wurde in Stichproben nach einem „mexikanischen“, „puerto-ricanischen“, „kubanischen“, „zentral- oder südamerikanischen“ oder „anderem spanischen“ Hintergrund gefragt; ab 1980 wurde allen Befragten diese Frage gestellt. „Im Jahr 2007 hat die Equal Employment Opportunity Commission des US-Arbeitsministeriums in seinem Bereich die Einteilungen von Rasse und Ethnie an die aktuellen Definitionen des OMB angepasst.“

## Census 2000
Für den United States Census 2000, den 22. Census, wurden die Kriterien 1997 durch das Office of Management and Budget festgelegt. Das „Kurzformular“ enthielt je eine Frage nach Ethnie und Rasse.

### „Race“
Nach der „Race“ wurde bei der Volkszählung 2000 in anderer Weise gefragt als zuvor. Der deutlichste Unterschied bestand darin, dass den Befragten ermöglicht wurde, nicht nur eine, sondern mehrere Rassenkategorien zur Definition ihres Selbstverständnisses auszuwählen. Die Datenauswertung ergab dann, dass sich fast sieben Millionen US-Amerikaner zwei oder mehr „Rassen“ angehörig empfinden. Wegen dieser Änderungen sind die Ergebnisse des Zensus aus dem Jahr 2000 nicht unmittelbar mit den Ergebnissen früherer Volkszählungen vergleichbar. Bei der Interpretation von Änderungen in der Zusammensetzung der US-Bevölkerung hinsichtlich der Zugehörigkeit zu einer „Race“ muss man deshalb Vorsicht walten lassen.
Die folgenden Definitionen beziehen sich lediglich auf den Census des Jahres 2000.
- Der Begriff „Weißer Amerikaner“ bezeichnet Personen, deren Herkunft auf eine beliebige ursprüngliche Gruppe in Europa, dem Nahen Osten oder Nordafrika zurückgeht. Sie fasst Personen zusammen, die sich als Weiße bezeichnen oder Einträge wie Deutsch-Amerikaner, Italo-Amerikaner, Albaner, Iren, Briten, Arabisch-Amerikaner oder Slawisch-Amerikaner vornehmen.
- Der Begriff „Schwarzer oder Afroamerikaner“ (Black or African American) bezieht sich auf Personen, deren Ursprung eine der schwarzen Volksgruppen Afrikas ist. Er schließt sowohl Personen ein, die sich als Schwarze oder Afroamerikaner bezeichnen, als auch solche, die Eintragungen wie etwa Karibik-Amerikaner, Haitianer, Nigerianer oder Kenianer machen.
- „Indigene Amerikaner“ (American Indian and Alaska Native) sind Personen, deren Herkunft eines der ursprünglichen Völker Nord- oder Südamerikas ist, und die sich noch als stammesangehörig verstehen (Indianer Nordamerikas einschließlich Alaskas).
- „Asiaten“ (Asian) sind Personen, deren Herkunft die Völker in Ostasien, Südasien oder Südostasien sind, beispielsweise in Bangladesch, Kambodscha, China, Pakistan, Indien, Indonesien, Japan, Korea, Malaysia, die Philippinen, Thailand oder Vietnam. Sie schließt Nennungen wie „indisch-amerikanisch“, „chinesisch-amerikanisch“, Filipino, „Koreanisch-amerikanisch“, „japanisch-amerikanisch“ und „andere Asiaten“ ein.
- Der Begriff „Pazifische Insulaner“ (Native Hawaiian and Other Pacific Islander) bezieht sich auf Personen mit Herkunft in einer der Volksgruppen, die ursprünglich die Inseln im Pazifischen Ozean bewohnten, wie etwa Hawaii, Guam oder Samoa. Dazu gehören auch Nennungen wie indigene Hawaiier, Guamer, Samoa-Amerikaner oder Chamorro. Nach dem US Census zählen Aborigines zu dieser "Rasse".[12][13]
- Als „andere Rassen“ (other race) werden alle Antworten gezählt, die nicht in eine der anderen Gruppen passen. Diese Einteilung ist vor allem für Antworten wie Mulatte, Kreole oder Mestize gedacht.[14] Neun Zehntel derjenigen, die sich in diese Gruppe einteilen, geben an, Hispanics zu sein.[15]
- Die Einteilung „zwei oder mehr Rassen“ (Two or more races) bezieht sich auf Personen, die mehreren „Rassen“ angehören. Dies sind nach der Definition des US Census solche, die zwei oder mehrere „Rassen“ angekreuzt haben, mehrere Angaben im Wortlaut machten oder eine Kombination davon verwendeten.

### Ethnie
Die US-Bundesregierung verlangt, dass „bei der Sammlung und Präsentation von Daten die Bundesbehörden mindestens zwei Ethnien verwenden: ‚Hispano oder Latino‘ und ‚Nicht-Hispano oder -Latino‘.“ Das Office of Management and Budget definiert „Hispano oder Latino“ als „eine Person von kubanischer, mexikanischer, puerto-ricanischer, süd- oder mittelamerikanischer oder anderer spanischer Kultur oder Herkunft ohne Rücksicht auf Rasse“.
Die Verwendung des Wortes Ethnie nur hinsichtlich hispanischer Herkunft ist also weit stärker beschränkt als das übliche Verständnis des Wortes, deren eigentliche Unterscheidungen sich im Zensus-Fragebogen in den Fragen nach „Rasse“ und Herkunft niederschlagen. Diese Unterscheidung ermöglicht es den Hispanos in den Vereinigten Staaten, ihre unterschiedlichen Identitäten hinsichtlich ihrer Hautfarbe zum Ausdruck zu bringen.
Beim United States Census 2000 erklärten 12,5 % der US-Bevölkerung, der Ethnie der Hispanos oder Latinos anzugehören.

### Ergebnis der Volkszählung 2000: Ethnie nach „Rasse“
Der United States Census 2000 ergab hinsichtlich der Ethnie das folgende Ergebnis:
| „Rasse“                          | „Rasse“                   | „Rasse“              | Hispano oder Latino | % der H/L  | % der USA   | Nicht-Hispano oder -Latino | % der Nicht- H/L | % der USA |
| -------------------------------- | ------------------------- | -------------------- | ------------------- | ---------- | ----------- | -------------------------- | ---------------- | --------- |
| Alle                             | Alle                      | Alle                 | 35.305.818          | 100        | 12,5        | 246.116.088                | 100              | 87,5      |
|                                  | Eine „Rasse“              | Eine „Rasse“         | 33.081.736          | 93,7       | 11,8        | 241.513.942                | 98,1             | 85,8      |
|                                  | Weiße (W)                 | 16.907.852           | 47,9                | 6,0        | 194.552.774 | 79,1                       | 69,1             |           |
| Schwarze oder Afroamerikaner (B) | 710.353                   | 2,0                  | 0,3                 | 33.947.837 | 13,8        | 12,1                       |                  |           |
| Indigene Amerikaner (N)          | 407.073                   | 1,2                  | 0,1                 | 2.068.883  | 0,8         | 0,7                        |                  |           |
| Asiaten (A)                      | 119.829                   | 0,3                  | < 0,1               | 10.123.169 | 4,1         | 3,6                        |                  |           |
| Hawaiier & Pacific Islanders     | 45.326                    | 0,1                  | < 0,1               | 353.509    | 0,1         | 0,1                        |                  |           |
| Andere                           | 14.891.303                | 42,2                 | 5,3                 | 467,770    | 0,2         | 0,2                        |                  |           |
|                                  | 2 oder mehr „Rassen“      | 2 oder mehr „Rassen“ | 2.224.082           | 6,3        | 0,8         | 4.602.146                  | 1,9              | 1,6       |
|                                  | Andere „Rassen“ + W/B/N/A | 1.859.538            | 5,3                 | 0,1        | 1.302.875   | 0,5                        | 0,5              |           |
| 2 oder mehr „Rassen“ + W/B/N/A   | 364.544                   | 1,0                  | 0,1                 | 3.299.271  | 1,3         | 1,2                        |                  |           |

## Vergleichbarkeit und Entwicklung
Das Census Bureau weist darauf hin, dass die Daten über die „Rassen“ seit 2000 nicht direkt mit den Ergebnissen früherer Volkszählungen vergleichbar sind. Die Regeln hinsichtlich der neuen Definitionen wurden 1997 durch das Office of Management and Budget im Federal Register veröffentlicht.
Viele Bewohner der Vereinigten Staaten sehen „Rasse“ und Ethnie als übereinstimmenden Ansatz. Durch das Fehlen einer Wahlmöglichkeit, die ihrem Selbstverständnis am ehesten entsprach, kreuzten 42,2 % der Hispanos oder Latinos beim Census 2000 die Möglichkeit „eine andere Rasse“ an. Deswegen wurde überlegt, die Kategorie „eine andere Rasse“ von den Fragebögen für den Census 2010 zu entfernen.
Für 2010 entwarf des Census Bureau die Gestaltung des Fragebogens zur „Rasse“ schließlich neu. Die Fragen 5 zur Herkunft und 6 zur „Rasse“ wurden mit einem Vermerk versehen, dass beide Fragen zu beantworten seien und „Hispanic origin“ im Sinne des Census keine „Rasse“ sei. Anschließend wurde die Herkunft als „Hispanic, Latino or Spanish origin“ mit mehreren Antwortmöglichkeiten abgefragt, von denen die erste die Verneinung war und die folgenden eine nähere regionale Herkunft bestimmten. In Frage 6 wurde dann die „Rasse“ der Person abgefragt, mit einer Vielzahl an Antwortmöglichkeiten und mehreren Optionen, verschieden bestimmte „andere“ (other) zu wählen und durch Ausfüllen eines Feldes näher zu beschreiben. Es konnten beliebig viele Optionen gleichzeitig angekreuzt werden.
Bei der Auswertung des Census 2010 ergab sich, dass wie schon in früheren Jahrzehnten zunehmend mehr Personen als „Rasse“ das Feld „Weiß“ angeben, die in früheren Befragungen andere Antwortoptionen gewählt hatten. Bei den Hispanics ergab sich ein besonders großer Zuwachs zwischen 2000 und 2010. Es gab aber auch eine kleinere Wanderung in Gegenrichtung. Dies wird zum einen auf die neu gestalteten Fragebögen zurückgeführt, andererseits ist die Selbstidentifizierung mit einer Herkunft oder Rasse zunehmend komplexer geworden.
Der US Census 2020 verwendete dieselben Grundfragen wie 2010. Neu war, dass auch bei Weiß und Schwarz eine nähere Bestimmung möglich war. Als Beispiele wurden unter anderem Irisch, Italienisch, Libanesisch oder Ägyptisch bei Weiß und African American, Haitianisch, Nigerianisch oder Somalisch bei Schwarz angegeben. Bei den Asiatischen Rassen wurde die Reihenfolge geringfügig geändert.